# PZL P.6
PZL P.6 (PZL P-6) – prototyp polskiego samolotu myśliwskiego projektu Zygmunta Puławskiego z rodziny myśliwców z polskim płatem, opracowany i oblatany w 1930 roku w Państwowych Zakładach Lotniczych.

## Historia

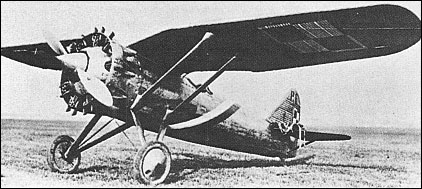
PZL P.6

Samolot myśliwski PZL P.6 został zaprojektowany przez wybitnego polskiego inżyniera i pilota Zygmunta Puławskiego, na zamówienie polskiego lotnictwa wojskowego. Stanowił on rozwinięcie poprzedniej, niezwykle udanej konstrukcji Puławskiego jaką był samolot myśliwski PZL P.1.
Zastosowano w nim sprawdzone w PZL P.1 rozwiązania techniczne takie jak wymyślony przez Puławskiego „polski płat”. Zastosowano lekką, półskorupową konstrukcję kadłuba.
Pod koniec roku 1930 myśliwiec zaprezentowano na Międzynarodowym Salonie Lotniczym w Paryżu, gdzie został uznany za najnowocześniejszy samolot myśliwski.
Na bazie PZL P.6 opracowano prototyp samolotu myśliwskiego PZL P.7, który od pierwowzoru odróżniało przede wszystkim zastosowanie silnika ze sprężarką. Po testach porównawczych Polskie Siły Powietrzne zadecydowały o wyborze i wprowadzeniu do produkcji PZL P.7.

## Służba w lotnictwie
Samolot ten nigdy nie wyszedł poza stadium prototypu i tym samym nigdy nie trafił do produkcji oraz służby w lotnictwie. Samolot ten na owe czasy był zwrotny, szybki i dobrze uzbrojony.

## Opis techniczny
Całkowicie metalowy (duralowy) jednomiejscowy górnopłat zastrzałowy z „polskim płatem”. Podwozie klasyczne stałe z płozą ogonową. Napęd stanowił bezsprężarkowy silnik gwiazdowy Gnome-Rhone „Jupiter” VI FH o mocy 450 KM. Uzbrojenie to 2 karabiny maszynowe kaliber 7,9 mm.